# Estcourt Station
Estcourt Station (Höhe: 204 Meter, 4 Einwohner) ist ein Weiler im Norden des Aroostook County im US-Bundesstaat Maine. Es ist der nördlichste Punkt Maines und damit auch Neuenglands.

## Lage und Infrastruktur
Estcourt Station liegt auf der Grenze zwischen Maine und der kanadischen Provinz Québec, am südlichen Ende des Lake Pohenegamook. Es leitet seinen Namen von der zusammenhängenden kanadischen Ortschaft Estcourt ab, die zur Gemeinde Pohenegamook gehört.
Estcourt Station besteht aus mehreren Häusern, von denen einige erbaut wurden, bevor die internationale Grenze in dem Gebiet durch den Webster-Ashburton-Vertrag genau festgelegt wurde. Es gibt einen Kolonialwarenladen und eine kleine, inzwischen geschlossene Tankstelle. Der Ort hat keine öffentliche Straßenverbindung zum Rest des Bundesstaates Maine; lediglich eine Reihe von Privatwegen, die von Holzfällfirmen unterhalten werden, erstrecken sich von der Siedlung aus nach Süden, in den nördlichen Teil Maines.
Stattdessen sind die Häuser in Estcourt Station, der Laden und die Tankstelle durch die Rue Frontière angebunden; diese ist eine Straße auf der kanadischen Seite der Staatsgrenze. Estcourt Station verwendet außerdem die zu Kanada gehörende Telefonvorwahl 418 und ist an das Stromnetz von Hydro-Québec angeschlossen. Auch die Trinkwasserversorgung und andere kommunale Dienste werden durch Pohenegamook auf der nördlichen Seite der Grenze gewährleistet.
Die Hauptstrecke der Canadian National Railway zwischen Halifax und Montreal führt direkt vorbei.
Es gibt Grenzkontrollposten auf beiden Seiten der Staatsgrenze, die allerdings nur einige Stunden täglich besetzt sind, um die Lastwagen abzufertigen, die das in den Wäldern Maines geschlagene Holz zu Sägewerken in Québec befördern.

## Michel-Jalbert-Zwischenfall

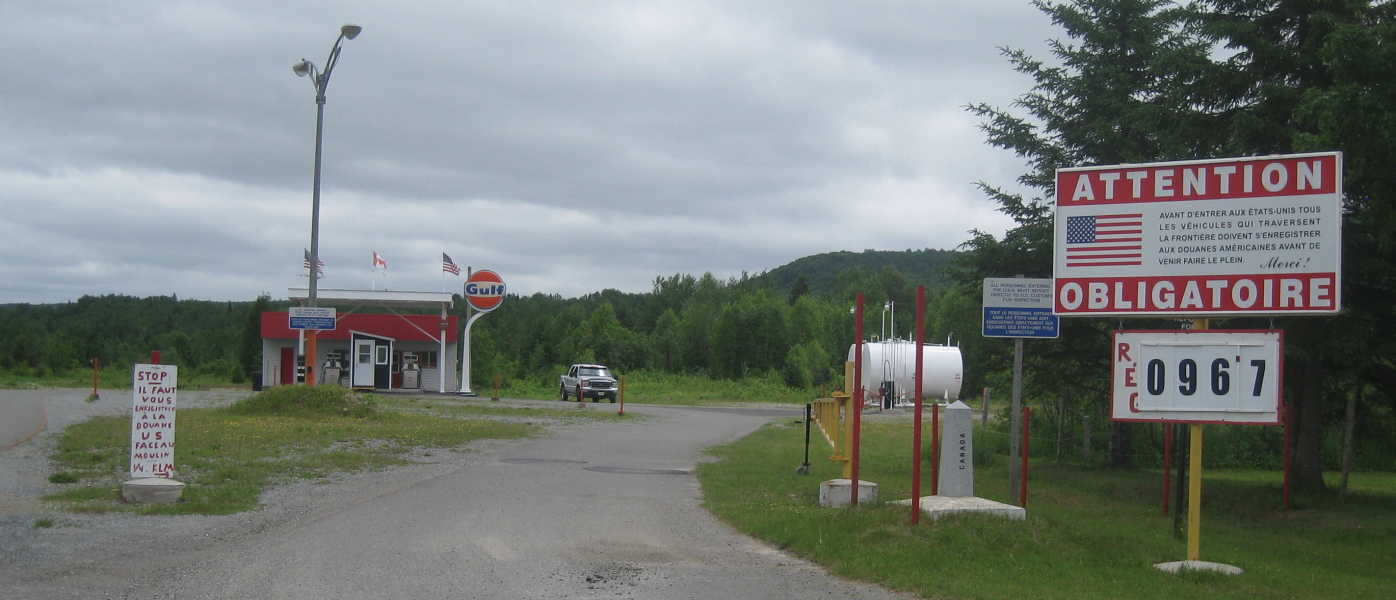
Tankstelle nahe der Grenze

Im Oktober 2002 gab es einen von US-Außenminister Colin Powell als „unglücklich“ bezeichneten Zwischenfall, als Michel Jalbert, ein Bewohner Pohenegamooks, für 35 Tage in den Vereinigten Staaten inhaftiert worden war, nachdem er außerhalb der Dienstzeit des Zollpostens an der Tankstelle in Estcourt Station getankt hatte. Beamte der United States Border Patrol gaben an, dass Jalbert ein verurteilter Straftäter und im illegalen Waffenbesitz war.